# Дружество с ограничена отговорност
Дружество с ограничена отговорност (ООД) се учредява от един или повече съдружници, с капитал сформиран от дружествените им вноски. Капиталът не може да бъде по-малък от 2 (два) лева и може да представлява непарична вноска. Всеки от съдружниците отговаря за задълженията на дружеството до размера на дяловата си вноска. Управителят на дружеството може да е лице, различно от собствениците на капитала, или едновременно да е съдружник и Управител. Възможно е дружеството с ограничена отговорност да има и двама или повече управители и те да управляват заедно и поотделно. Учредяването на дружество с ограничена отговорност се извършва чрез подписване на дружествен договор, в който се описват правата и задълженията на съдружниците и основната дейност, която ще извършват. Наименованието на дружеството трябва да е уникално на територията на Р. България и да се съдържа съкращението ООД. При подаването на заявления в Агенцията по вписванията за обявяване на обстоятелства или актове, решенията за тях се взимат с протокол от общото събрание, чрез който всеки един от собствениците изявява писмено своето съгласие за взимане на решението и неговото обявяване.

## Учредяване на ООД
- Сключване на дружествен договор

Сключва се с оглед на личността и трябва да съдържа есенциални елементи като: фирмата, седалището и адреса на управление, управителя, предмета на дейност и срока на договора, името на съдружниците, размера на капитала, размера на дяловете, управлението и начина на представителство.
- Заплащане на поетите основни дялове

Тъй като ООД е капиталово дружество, то трябва да формира предвидения от закона капитал, който не може да бъде по-малък от 2 лева.
- Вписване на дружеството в Търговския регистър

Управителят трябва да впише дружеството в Търговския регистър.

## Управление на ООД
Управлението се осъществява от два органа – общо събрание и управител на дружеството. Дава се възможност и за избирането на трети незадължителен орган – контрольор, който да следи за спазването на дружествения договор и да дава отчет пред общото събрание.
- Общо събрание

Общото събрание (ОС) е волеобразуващ върховен орган на дружеството. То изменя и допълва дружествения договор, приема и изключва съдружници, избира и освобождава управителя, приема годишния отчет и баланса, разпределя печалбата. Събранието се свиква веднъж годишно от управителя – редовно ОС, на което се приема годишен отчет за дейността на дружеството. Ако се свиква друго събрание, то има статута на извънредно. Решенията се взимат с мнозинство повече от 3/4 от капитала. Единствено решението за увеличаване на капитала се взема с единодушие.
- Управител на ООД

Управителят е волеизявяващ орган. Той организира и ръководи дейността на дружеството и го представлява навън. Неговата представителна власт произтича от закона и не може да бъде ограничавана нито от ОС, нито от дружествения договор.